# Macrocera cypriaca
Macrocera cypriaca är en tvåvingeart som beskrevs av Chandler 2006. Macrocera cypriaca ingår i släktet Macrocera och familjen platthornsmyggor.
Artens utbredningsområde är Cypern. Inga underarter finns listade i Catalogue of Life.